# Aeropuerto de Jaipur
El Aeropuerto de Jaipur o Aeropuerto de Sanganer (IATA: JAI, OACI: VIJP) se ubica cerca del pueblo de Sanganer, a 13 km (8,1 mi) de Jaipur, la capital del estado de Rajasthan, India.

## Aeropuerto
El Aeropuerto Internacional Sawai Mansingh es el único aeropuerto internacional en el estado de Rajasthan. El aeropuerto de Jaipur recibió el estatus de aeropuerto internacional el 29 de diciembre de 2005. La plataforma civil puede acomodar cuatro Airbus A320 y la terminal puede atender hasta quinientos pasajeros a la vez. Hay planes para ampliar la pista hasta los 12 000 pies (3657,6 m) y ampliar la terminal para acomodar hasta 1000 pasajeros a la hora.

## Instalaciones
Las siguientes instalaciones están disponibles en el aeropuerto:
- Correos
- Taxi
- Centro de comunicaciones
- Guardería
- Tienda Duty free
- Librería
- Cambio de divisas
- Cafetería
- Punto de información turística
- Inmigración

## Aerolíneas y destinos

### Destinos nacionales
- Air India (Delhi, Mumbai)
- IndiGo Airlines (Ahmedabad, Bangalore, Chennai, Guwahati, Hyderabad, Kolkata, Lucknow, Mumbai)
- SpiceJet (Ahmedabad, Bangalore, Chennai, Goa, Hyderabad, Kolkata, Mumbai)

### Destinos internacionales
El aeropuerto de Jaipur recibe los siguientes vuelos internacionales:
| Ciudades por países    | Nombre del aeropuerto                    | Aerolíneas                                    | Aeronaves | Frecuencias semanales |
| Asia                   | Asia                                     | Asia                                          | Asia      | Asia                  |
| ---------------------- | ---------------------------------------- | --------------------------------------------- | --------- | --------------------- |
| Emiratos Árabes Unidos |                                          |                                               |           |                       |
| Abu Dabi               | Aeropuerto Internacional de Abu Dabi     | Etihad Airways (reinicia 15 de junio de 2024) |           |                       |
| Dubái                  | Aeropuerto Internacional de Dubái        | Air India Express SpiceJet                    |           |                       |
| Sharjah                | Aeropuerto Internacional de Sharjah      | Air Arabia                                    | A32x      |                       |
| Malasia                |                                          |                                               |           |                       |
| Kuala Lumpur           | Aeropuerto Internacional de Kuala Lumpur | AirAsia (inicia 21 de abril de 2024)          | A3xx      |                       |
| Omán                   |                                          |                                               |           |                       |
| Mascate                | Aeropuerto Internacional de Mascate      | SalamAir                                      |           |                       |
| Tailandia              |                                          |                                               |           |                       |
| Bangkok                | Aeropuerto Internacional Don Mueang      | Thai AirAsia                                  | A32x      |                       |

## Estadísticas
Ver fuente y consulta Wikidata.